# Ограниченный кинопрокат
Ограниченный кинопрокат — стратегия кинопроката, выпускающая новый фильм в нескольких кинотеатрах по всей стране, как правило, в артхаусных театрах на крупных столичных рынках. С 1994 года ограниченный кинопрокат в США и Канаде был определен Nielsen EDI как фильм, выпущенный менее чем в 600 кинотеатрах.
Часто используется для оценки привлекательности специализированных фильмов, таких как документальные фильмы, независимые фильмы и артхаусы. Обычная практика киностудий заключается в том, чтобы дать долгожданным и признанным критиками ограниченный кинопрокат не позднее 31 декабря в округе Лос-Анджелес, штат Калифорния, чтобы претендовать на номинацию на премию «Оскар» (по её правилам). Долгожданные документальные фильмы также получают ограниченный кинопрокат в Нью-Йорке, так как правила для премии «Оскар» за лучший документальный полнометражный фильм действуют в обоих местах. Фильмы почти всегда выходят для более широкой аудитории в январе или феврале следующего года.
Одним из заметных исключений является «Шоу ужасов Рокки Хоррора», премьера которого состоялась в 1975 году и до сих пор показывается только в ограниченном кинопрокате; это самый продолжительный театральный выход в истории кино.

## Выход на платформах
Выход на платформах — тип ограниченного кинопроката, когда фильм выходит в меньшем количестве кинотеатров (обычно 50 или меньше), чем широкий кинопрокат. Если фильм воспринимается положительно, он постепенно расширяется на большее количество кинотеатров по мере того, как маркетинговая кампания набирает обороты. Успешный фильм, выпущенный таким образом, даже имеет возможность расширения до широкого кинопроката.
Преимущество стратегии заключается в том, что маркетинговые расходы сохраняются до тех пор, пока не будет установлено представление фильма, когда дистрибьютор может выбрать увеличение рекламы и настаивать на более широком кинопрокате. С другой стороны, если явка аудитории не будет успешной, дистрибьютор может выйти из кампании, тем самым минимизируя расходы на рекламу.
На ранних этапах выхода на платформах ключевым показателем является среднее валовое значение на кинотеатр/экран, а не общие валовые кассовые сборы. Артхаус и независимые фильмы, которые получают высокие средние показатели по кинотеатру, рассматриваются как вероятные кандидаты на успешный более широкий кинопрокат. Дистрибьютор, использующий эту стратегию, должен позаботиться о том, чтобы на ранних стадиях не расширяться слишком быстро, чтобы предотвратить быстрое распространение (ограниченной) аудитории, что снизит средний показатель по кинотеатру и, таким образом, приведёт к тому, что фильм будет выглядеть слабее.

### Сезон наград
Выходы на платформах обычно используются студиями и дистрибьюторами, стремящимися позиционировать свои фильмы для успеха наград. Эти фильмы, как правило, сначала выпускаются на крупнейших рынках, с постепенным расширением в зависимости от шумихи и интереса аудитории. Эти релизы обычно запланированы на конец года, чтобы совпасть с крупными мероприятиями по присуждению наград. Когда фильм привлекает внимание в этот период, похвала критиков и сильное устное радио может привести к более высокому среднему показателю на экране и, таким образом, к расширению в большем количестве кинотеатров. Награды привлекают внимание к фильмам от небольших компаний или дистрибьюторов, у которых нет больших бюджетов, необходимых для расходов на рекламу.

### Критика
Поскольку технология потоковой передачи делает фильмы более доступными для аудитории независимо от географического местоположения, стратегия выхода на платформах была подвергнута критике как устаревшая модель, поскольку она ограничивает специальные фильмы мегаполисами.
Примечательный пример — фильм «Назови меня своим именем», который дебютировал на кинофестивале Сандэнс 2017 года и 24 ноября 2017 года вышел в ограниченном кинопрокате в Нью-Йорке и Лос-Анджелесе, с более широким открытием на Рождество. Лишь за несколько дней до объявления номинантов на 90-ю премию «Оскар» фильм был расширен до 800 кинотеатров. Дистрибьютор Sony Pictures Classics вызвал критику за то, что не расширился раньше в большем количестве городов. Некоторые журналисты и отраслевые источники защищали расширение, утверждая, что немедленный широкий кинопрокат такого фильма со специализированной аудиторией не был жизнеспособным вариантом.
В 2021 году некоторые фильмы, которые были претендентами на награды («Белфаст», «Спенсер»), вышли в широкий кинопрокат. Отход от выходов на платформах был замечен в результате влияния пандемии COVID-19 на кинотеатры и эпоху стриминга.